# Kőfaragó-Gyelnik Vilmos
Kőfaragó Gyelnik Vilmos (Budapest, 1906. március 30.-Ausztria, Amstetten, 1945. március 15.) botanikus, lichenológus.

## Életrajza
1924-ben budapesti Pázmány Péter Tudományegyetem  szerzett oklevelet, ahol a Növényrendszertani és Növényföldrajzi Intézetben Tuzson János tanítványa volt, ki később a zuzmók egyik hazai szakértőjévé vált.
Különböző európai herbáriumokat látogatott, így a bécsi, berlini, stockholmi, helsinki és Uppsala egyetemek herbáriumát is. 1928-ban, 8 hónapig Kairóban is dolgozott.
1929-ben a Budapesti Egyetem doktori címmel díjazta Adatok Magyarország zuzmó vegetációjához. II. című munkáját, 1930-tól a Budapesti Egyetemen, 1934-től a Debreceni Egyetemen tanított. 
1940-ben Kőfaragó-Gyelnik Vilmos Borbásia Nova 1–25 néven új folyóiratot hozott létre, melynek egyúttal főszerkesztője is lett.
Az amstetteni vasútállomás bombázása során hunyt el, 39 évesen, 1945. március 15-én.

## Munkássága
Dyelnik mintegy 100 tudományos művet tett közzé Magyarország, Argentína, Japán és Oregon zuzmók leírására.

## Gombák, Dyelnikről elnevezve
- Nephromium tropicum var. gyelnikii Räsänen, 1944
- Opisteria homanii var. gyelnikii Räsänen, 1937
- Parmelia gyelnikii CWDodge, 1959 (" gyelniki ")
- Polyblastia gyelnikiana Servít, 1946
- Thelidium gyelnikii Servít, 1946
- Verrucaria gyelnikii Servít, 1939
- Verrucaria parmigera var. gyelnikiana Servít, 1939